# Sidi Barani
Sidi el-Barani: (o Sidi Barani) es un pequeño pueblo situado en la costa mediterránea de Egipto, al norte y a 320 km de Alejandría, muy cerca de la frontera con Libia y al oeste de Marsá Matrú. Su actividad principal es la pesca y el comercio beduino. La proximidad a la frontera libia le hizo desempeñar un papel importante en los combates durante la Segunda Guerra Mundial, especialmente en la Operación Crusader. Contiene un cementerio dedicado los soldados de la 14.ª Brigada Sudafricana. 